# Luis Abarca
Luis Hernán Abarca Aravena (* 28. Juni 1965 in Peñaflor) ist ein ehemaliger chilenischer Fußballspieler und späterer -trainer. Der Verteidiger wurde vier Mal chilenischer Meister und absolvierte drei Länderspiele für Chile.

## Karriere

### Verein
Luis Abarca schaffte 1983 den Sprung aus der Jugend zur Profimannschaft bei Universidad Católica. Mit den Cruzados gewann der Defensivspieler die Meisterschaften 1984 und 1987. In seiner Debütsaison gelangen ihm schon die Erfolge in der Copa de la República und der Copa Chile. 1991 wechselte Abarca zum CD Cobreloa, bei dem er allerdings nur ein Jahr spielte und dann zum Universitätsrivalen Universidad de Chile ging. Mit La U gewann Abarca 1994 und 1995 zwei weitere Meisterschaften. Bei der Copa Libertadores 1996 erreichte Abarca mit seinem Klub das Halbfinale und scheiterte dort am späteren Sieger River Plate. Seine letzten beiden Karrierejahre verbrachte der Verteidiger bei dem 1998 aufgestiegenen Deportes Iquique, bei dem sein früherer Mitspieler Jorge Garcés als Trainer agierte.

### Nationalmannschaft
Luis Abarca debütierte für die Nationalmannschaft im April 1991 beim Freundschaftsspiel gegen Mexiko. Danach spielte er im Mai bei den Freundschaftsspielen gegen Irland und Uruguay. Das Spiel gegen Uruguay war der letzte Einsatz von Abarca im Nationaltrikot.

### Trainer
Nach der aktiven Karriere begann Abarca 2010 bei Deportes Melipilla seine Trainerlaufbahn. Bis 2015 trainierte er überwiegend drittklassige Klubs in Chile.

## Erfolge
Universidad Católica
- Copa de la República: 1983
- Chilenischer Pokalsieger: 1983
- Chilenischer Meister: 1984, 1987

Universidad de Chile
- Chilenischer Meister: 1994, 1995